# آني أوكلي
آني أوكلي (بالإنجليزية: Annie Oakley)‏‏ (13 أغسطس 1860 في مقاطعة دارك، أوهايو - 3 نوفمبر 1926 في غرينفيل) لاعبة سيرك، ومؤدية مشاهد خطيرة من الولايات المتحدة. هي قنّاصة ومطلقة نار.

## حياتها ونشأتها
ولدت آني أوكلي في 13 آب عام 1860، في إحدى غابات الّريف المظلم في أوهايو.
اسمها الأصلي هو "فوب آن"(Phobe Ann)، لكنّ أخواتها الصّغار أسمينها  اني (Anne) .
عاشت في ظلّ والديها سوزان وجاك موزي( Jake Mozee) وأخوتها السّبعة. لكنّ ذلك لم يدم طويلا، فبعد أربع سنوات فجعت بموت والدها إثر تعرّضه لعاصفة ثلجيّة 
تزوّجت أمّها من رجل آخر، فكان البيت الجديد مكانًا كئيبًا للغاية، ولم يكن زوج والدتها معيلا بشكل جيّد 
 في عام 1875 بدأت ممارسة إطلاق النّار لإعالة إخوتها وأمّها الأرملة 
وسرعان ما تحوّلت إلى امرأة تحمل السّلاح وتنحدر من الغرب المتوحش
ربحت أوكلي مباراة في الرّماية ضدّ الرّامي فرانك بتلر( BUTLER )، بعدها تزوّجت منه عام 1876.
في عصر لم تتعامل فيه السّيّدات مع البنادق، بل كان معظمهنّ في المنزل يرعين أطفالهنّ، تجاهلت أوكلي القواعد طيلة حياتها؛ فقد أصبحت أسطورة حادّة  في إطلاق النّار. فقد قدّمت أكثر من أداء أمام شخصيّات مهمّة مثل:
أداء أمام الملكة فكتوريا، أداء آخر أمام ملك إيطاليا "أمبرتو الأوّل"، وآخر أمام الرّئيسة الفرنسيّة "ماري فرانسوا"،  وغيرهم من الرّؤساء.

## وفاتها
توفّيت بسبب معاناتها من مرض فقر الدّم الخبيث.

## إنجازاتها
يمكن القول إنّها أحرقت في ذهن الجمهور رؤية النّموذج البدائيّ للمرأة الغربيّة، الجريئة، الجميلة والماهرة، فقد تعلّمت كيفية الجمع بين الموهبة والمهارة، والجمال والأنوثة والتّواضع في حزمة واحدة. جذابة للغاية ، مما جعلها من أشهر النّساء في عصرها.
تغلّبت " آنّي أوكلي" على حياة الفقر والنّكسات الجسديّة، وخجلها الدّاخليّ، وقد انخرطت في أعمال خيريّة واسعة النّطاق، من أجل حقوق المرأة وقضايا أخرى، وقد علّمت أكثر من 1500 امرأة كيفيّة استخدام  البندقيّة
وابتداءً من عام 1885 ساعدت مهاراتها في الرّماية وركوب الخيل في جذب حشود كبيرة في جميع أنحاء أوروبا . إلى أن تمّ تصنيفها باسم "ملكة البندقيّة" و الطّلقة الفائقة للسيدات" (little sure shot) و"الفتاة الغربية"(western Girl) 
وفي عام 1902 بدأت مهنة التمثيل

## الجوائز
- قاعة الشهرة الوطنية للمرأة[17]
- قاعة مشاهير نساء أوهايو  [لغات أخرى]‏
- عضوية قاعة شرف نيوجيرسي  [لغات أخرى]‏

## روابط خارجية
- آني أوكلي على موقع IMDb (الإنجليزية)
- آني أوكلي على موقع الموسوعة البريطانية (الإنجليزية)
- آني أوكلي على موقع إن إن دي بي (الإنجليزية)
- آني أوكلي على موقع قاعدة بيانات الفيلم (الإنجليزية)